# Console de jeux vidéo
 (avril 2019).
Si vous disposez d'ouvrages ou d'articles de référence ou si vous connaissez des sites web de qualité traitant du thème abordé ici, merci de compléter l'article en donnant les références utiles à sa vérifiabilité et en les liant à la section « Notes et références ».
Une console de jeu vidéo est un appareil informatique qui émet un signal vidéo ou une image pour afficher un jeu vidéo auquel on peut généralement jouer à l'aide d'un contrôleur de jeu. Il peut s'agir de consoles de salon, qui sont généralement placées dans un endroit permanent, connectées à un téléviseur ou à d'autres dispositifs d'affichage et contrôlées accessoirement à l'aide de manettes de jeu, ou de consoles portables, qui comprennent leur propre unité d'affichage et des fonctions de contrôle intégrées dans l'unité et qui peuvent être utilisées n'importe où. Les consoles hybrides combinent des éléments des consoles de salon et des consoles portables.

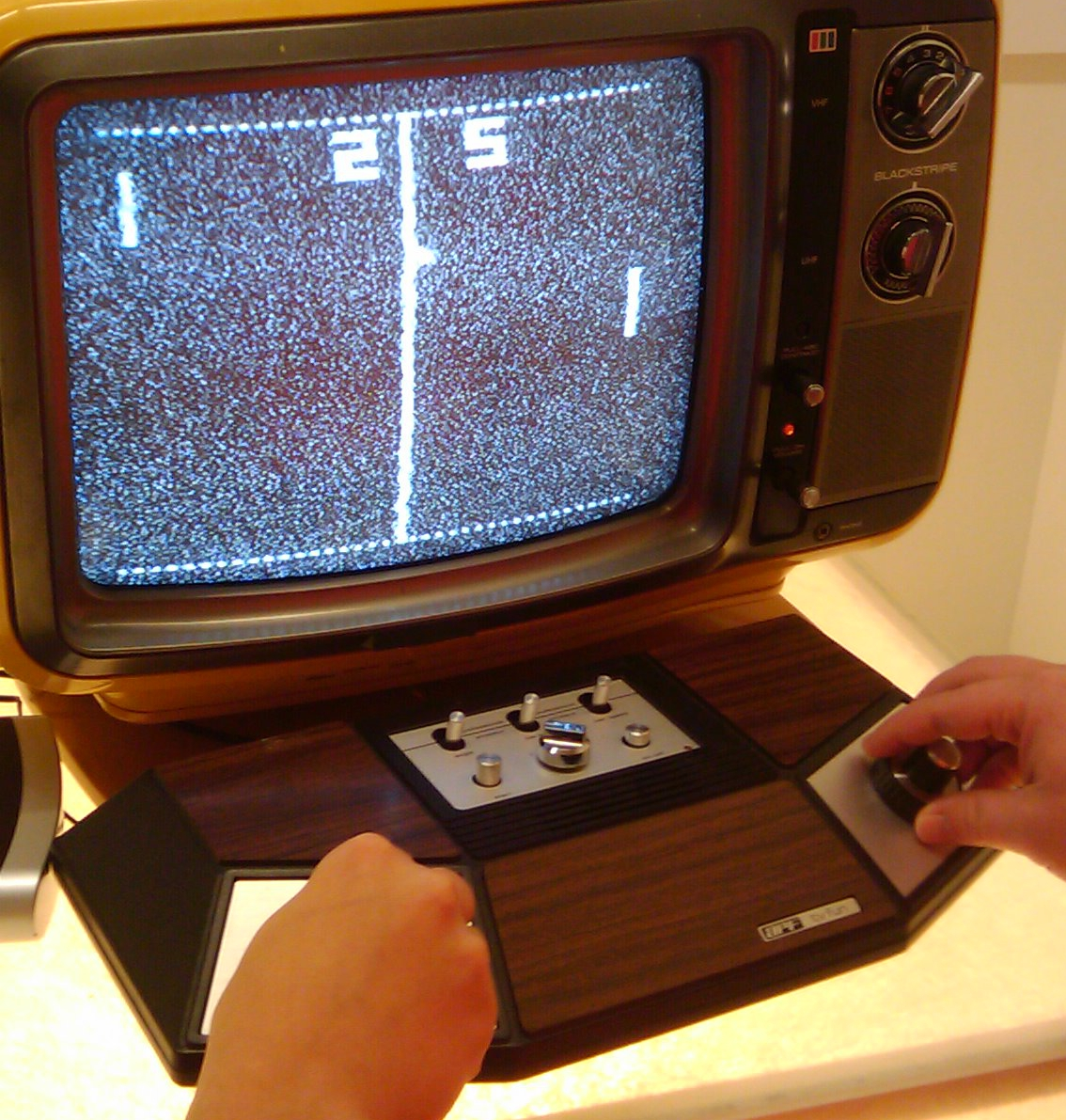
Une des premières consoles de jeu, connectée à un téléviseur, dans les années 1970. Jeu en cours : Pong.

Les consoles de jeux vidéo sont une forme spécialisée d'ordinateur domestique destiné aux jeux vidéo, conçu pour être abordable et accessible au grand public, mais dépourvu de puissance de calcul brute et de personnalisation. La simplicité est obtenue en partie grâce à l'utilisation de cartouches de jeu ou d'autres méthodes de distribution simplifiées, qui facilitent le lancement d'un jeu. Les consoles plus récentes se sont rapprochées des ordinateurs personnels, ce qui permet aux développeurs de sortir facilement des jeux sur plusieurs plates-formes. En outre, les consoles modernes sont progressivement passées de l'état de jeu électronique pour amateur à celui de centre multimédia, et peuvent remplacer les lecteurs multimédias en permettant de lire des films et de la musique à partir de supports optiques ou de services de diffusion en continu.
Les consoles de jeux vidéo sont généralement vendues selon un cycle de cinq à sept ans appelé génération, les consoles fabriquées avec des capacités techniques similaires ou à la même époque étant regroupées en une seule génération. L'industrie vidéoludique a développé un modèle en dents de scie : les fabricants vendent souvent les consoles à bas prix, parfois à perte, tout en réalisant des bénéfices grâce aux droits de licence pour chaque jeu vendu,,,. L'obsolescence programmée incite ensuite les consommateurs à acheter la génération suivante de consoles. Si de nombreux fabricants se sont succédé dans l'histoire du marché des consoles, il y a toujours eu deux ou trois leaders sur le marché, le marché actuel étant dominé par Sony (avec sa marque PlayStation), Microsoft (avec sa marque Xbox) et Nintendo.

## Fonctionnement

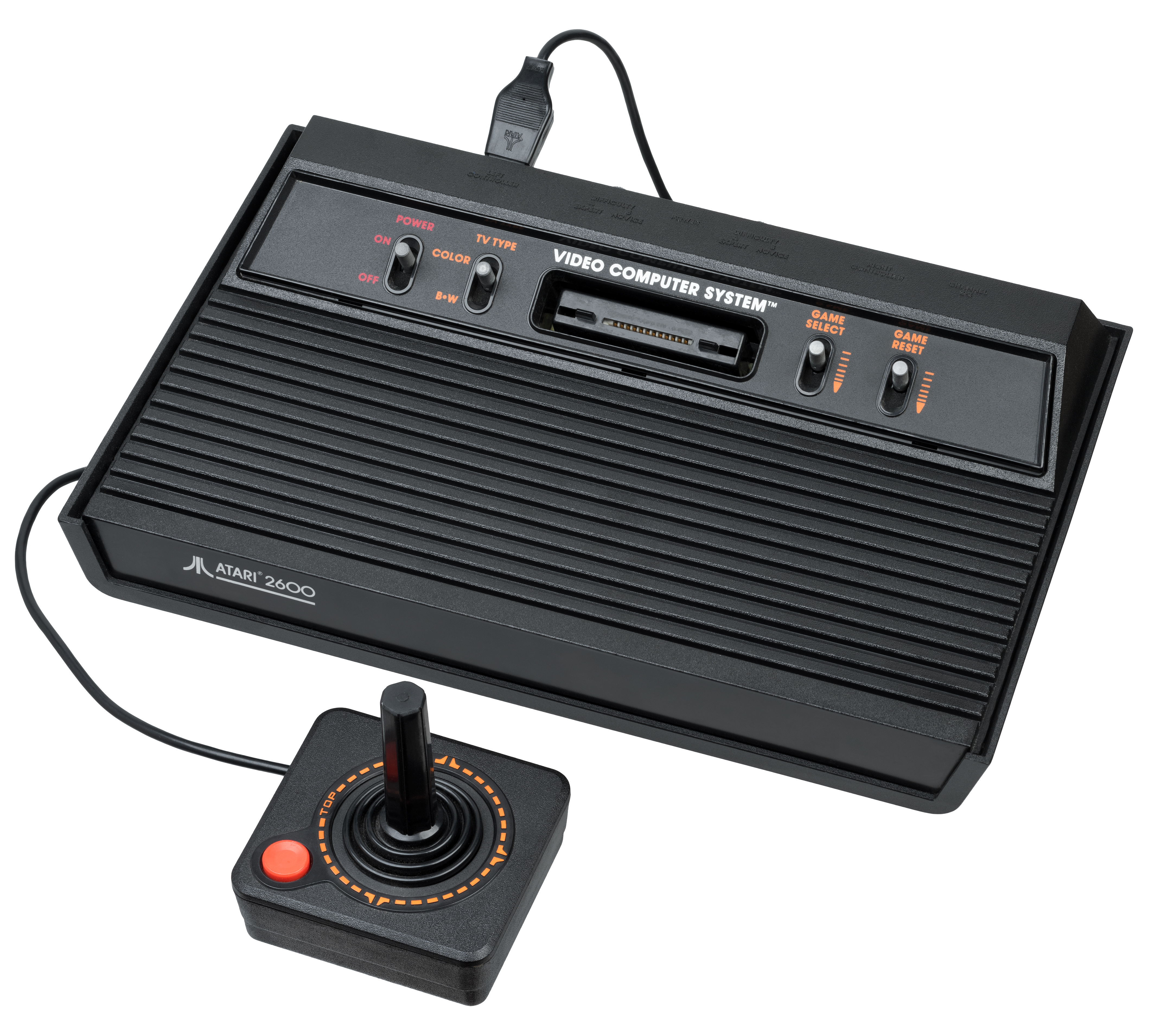
Atari 2600.

Depuis la première console de salon de deuxième génération (la Fairchild Channel F) et jusqu'aux années 2000, le cœur de l'architecture d'une console de jeu, portable ou de salon, est identique. Il est constitué d'un microprocesseur, d'une carte graphique, de mémoire vive, de mémoire morte, ainsi que de périphériques de contrôle, parmi lesquels, le plus souvent, des manettes de jeu.
La construction des consoles de jeu est similaire à celle d'un système de traitement de l'information, depuis Pong en passant par la Nintendo 64 et toutes les consoles de jeu portables (PSP, DS, Game Gear, et autres). Toutes les consoles développées par la suite suivent la même conception globale.
Chaque console de jeu possède son propre système d'exploitation ; les programmes sont situés sur des supports externes, qui peuvent être des cartouches pour les premières générations, ou par la suite des disques, notamment des CD-ROM ou des DVD. À partir de la sixième génération, les consoles deviennent de plus en plus compatibles avec les ordinateurs classiques, partageant certaines fonctions comme la lecture de films, de photos et de musique. De fait, la première console à être compatible avec le système d'exploitation Microsoft Windows est la Dreamcast, lancée en 1998.
Sur la même architecture de base se greffent au fil du temps diverses extensions, comme des processeurs graphiques additionnels (par exemple, celui de la première PlayStation), des modems ou des disques durs.
La frontière entre ordinateur, centre multimédia et console de jeu n'est plus aussi marquée depuis la PlayStation 2, qui propose — pour la première fois concernant une console — d'autres fonctionnalités que le jeu vidéo, en permettant nativement de lire les DVD vidéo. Avant cela, Sega et d'autres font déjà de timides tentatives de consoles/plate-forme multimédia, sans grand écho. Une étape est également franchie avec l'apparition de la Xbox et de son disque dur intégré par défaut.
De plus, depuis la sortie des consoles de septième génération comme Xbox 360, Wii, ou PlayStation 3, les consoles de salon incluent des systèmes d'exploitation plus évolués permettant des mises à jour via une connexion à Internet. L'exemple le plus marquant est sans doute le cas de la Xbox 360 se basant sous un système d'exploitation se rapprochant beaucoup du système Windows de Microsoft. On y retrouve notamment les fonctions de Windows Media Center.

## Histoire
La première console de jeux vidéo répertoriée est l'Odyssey, apparue sur le marché en 1972. Quatre ans plus tard, les cartouches apparaissent sur la Fairchild Channel F. Le krach du jeu vidéo de 1983 ralentit cette industrie qui redémarre avec une guerre commerciale entre deux acteurs principaux, Sega et Nintendo. La Game Boy connaît le succès parmi les consoles portables. Dans le domaine des consoles de salon, Sony devient le leader du marché avec la PlayStation.

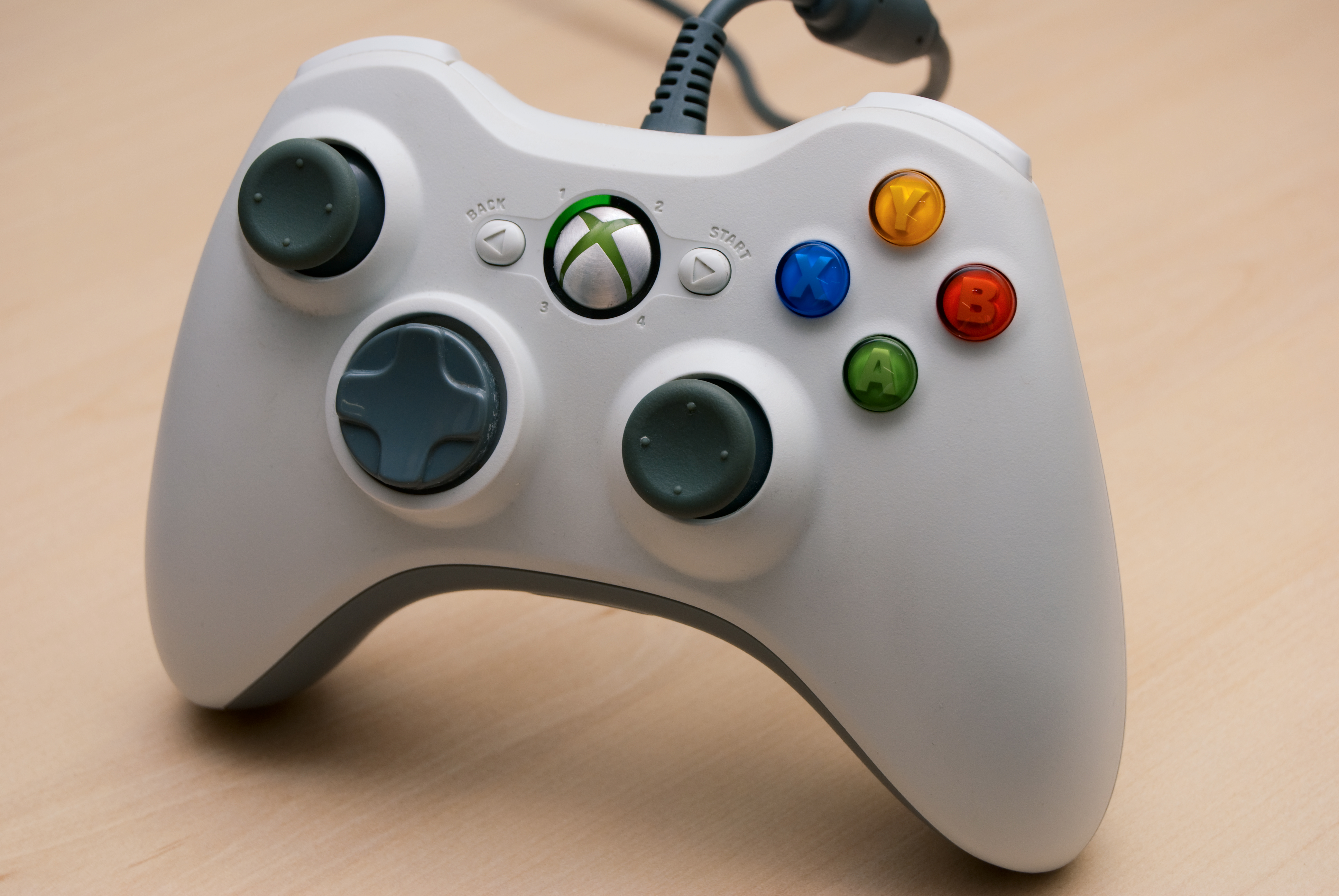
Une manette de Xbox 360.

La génération suivante est marquée par l'arrivée sur le marché de Microsoft avec la Xbox et par la retraite de Sega, à la suite des échecs commerciaux de la Saturn et de la Dreamcast. La PlayStation 2 bat les records de vente de consoles de salon avec plus de 150 millions d'unités écoulées. La Nintendo DS et la PlayStation Portable introduisent de nouveaux concepts de jeux parmi les consoles portables. La sortie de la Xbox 360 inaugure la septième génération de consoles, suivie de la PlayStation 3 et de la Wii. La Wii introduit le concept de motion gaming, qui consiste à effectuer des mouvements afin de diriger le jeu à l'écran. Ce concept sera rendu possible plus tard sur les consoles concurrentes, notamment grâce à l'Eye Toy de Sony, et le Kinect de Microsoft. En 2011, la huitième génération a débuté officiellement avec l'arrivée de la Nintendo 3DS.

### Principales caractéristiques des générations de consoles de jeux
- 1re génération : première console à destination du grand public. Les jeux sont inclus dans la machine.
- 2e génération : apparition du système à cartouches externes qui permet de jouer à un plus grand nombre de jeux.
- 3e génération : lancement de la NES et apparition des manettes à croix directionnelle. Le marché s'oriente vers un public jeune.
- 4e génération : lancement des consoles 16 bits, avec des graphismes plus beaux et plus colorés et apparition des gâchettes sur les manettes.
- 5e génération : lancement des consoles 32 et 64 bits avec graphismes en 3D, apparition des joysticks analogiques et de la vibration.
- 6e génération : lancement des consoles 128 bits et notamment de la PlayStation 2, capable de lire du contenu multimédia.
- 7e génération : passage à la HD (haute définition) et apparition des manettes sans fil à détection de mouvements. Démocratisation des jeux en ligne et de l'achat de jeux dématérialisés (grâce aux systèmes d'exploitation intégrés aux consoles).
- 8e génération : passage à la Full HD, apparition des services d'abonnement avec accès illimité aux catalogues.
- 9e génération : passage à l'UHD (ultra haute définition) et apparition du ray tracing. Lancement des plates-formes de cloud gaming.

| Console de jeux          | Puissance                                 |
| Première génération      | Première génération                       |
| ------------------------ | ----------------------------------------- |
| Magnavox Odyssey         |                                           |
| Deuxième génération      |                                           |
| Atari 2600               | 8-bits                                    |
| Colecovision             | 8-bits                                    |
| Magnavox Odyssey 2       | 8-bits                                    |
| Vectrex                  | 8-bits                                    |
| Intellivision            | 16-bits                                   |
| Troisième génération     |                                           |
| Atari 7800               | 8-bits                                    |
| Master System            | 8-bits                                    |
| NES                      | 8-bits                                    |
| Quatrième génération     |                                           |
| PC Engine                | 8-bits                                    |
| Super A'Can              | 8-bits                                    |
| Megadrive                | 16-bits                                   |
| Neo Geo                  | 16-bits                                   |
| Super Nintendo           | 16-bits                                   |
| Cinquième génération     |                                           |
| Sega Saturn              | 32-bits                                   |
| PlayStation              | 32-bits, 100 MFLOPS                       |
| Nintendo 64              | 64-bits, 200 MFLOPS                       |
| Jaguar                   | 32bits                                    |
| Sixième génération       |                                           |
| Dreamcast                | 128-bits, 1,4 GFLOPS                      |
| PlayStation 2            | 128-bits, 6,2 GFLOPS                      |
| GameCube                 | 128-bits, 9,4 GFLOPS                      |
| Xbox                     | 256-bits, 20 GFLOPS                       |
| Septième génération      |                                           |
| Wii                      | 12 GFLOPS                                 |
| Xbox 360                 | 240 GFLOPS                                |
| PlayStation 3            | 253 GFLOPS                                |
| Huitième génération      |                                           |
| Wii U                    | 352 GFLOPS                                |
| PlayStation 4            | 1,8 TFLOPS                                |
| PlayStation 4 Pro        | 4,2 TFLOPS                                |
| Xbox One                 | 1,3 TFLOPS                                |
| Xbox One S               | 1,4 TFLOPS                                |
| Xbox One X               | 6 TFLOPS                                  |
| Nintendo Switch          | 194 GFLOPS/392,3 GFLOPS (portable/dockée) |
| Nintendo Switch Oled     | 196 GFLOPS/394 GFLOPS (portable/dockée)   |
| Neuvième génération      |                                           |
| PlayStation 5            | 10,28 TFLOPS                              |
| PlayStation 5 Pro        | 16,5 TFLOPS                               |
| Xbox Series S            | 4 TFLOPS                                  |
| Xbox Series X            | 12,1 TFLOPS                               |
| Nintendo Switch 2        | 302 GFLOPS/3,1 TFLOPS (portable/dockée)   |
| Console mini             |                                           |
| Super Nintendo Mini      | 5,4 GFLOPS                                |
| PlayStation Classic Mini | 41,6 GFLOPS                               |

## Marché des consoles

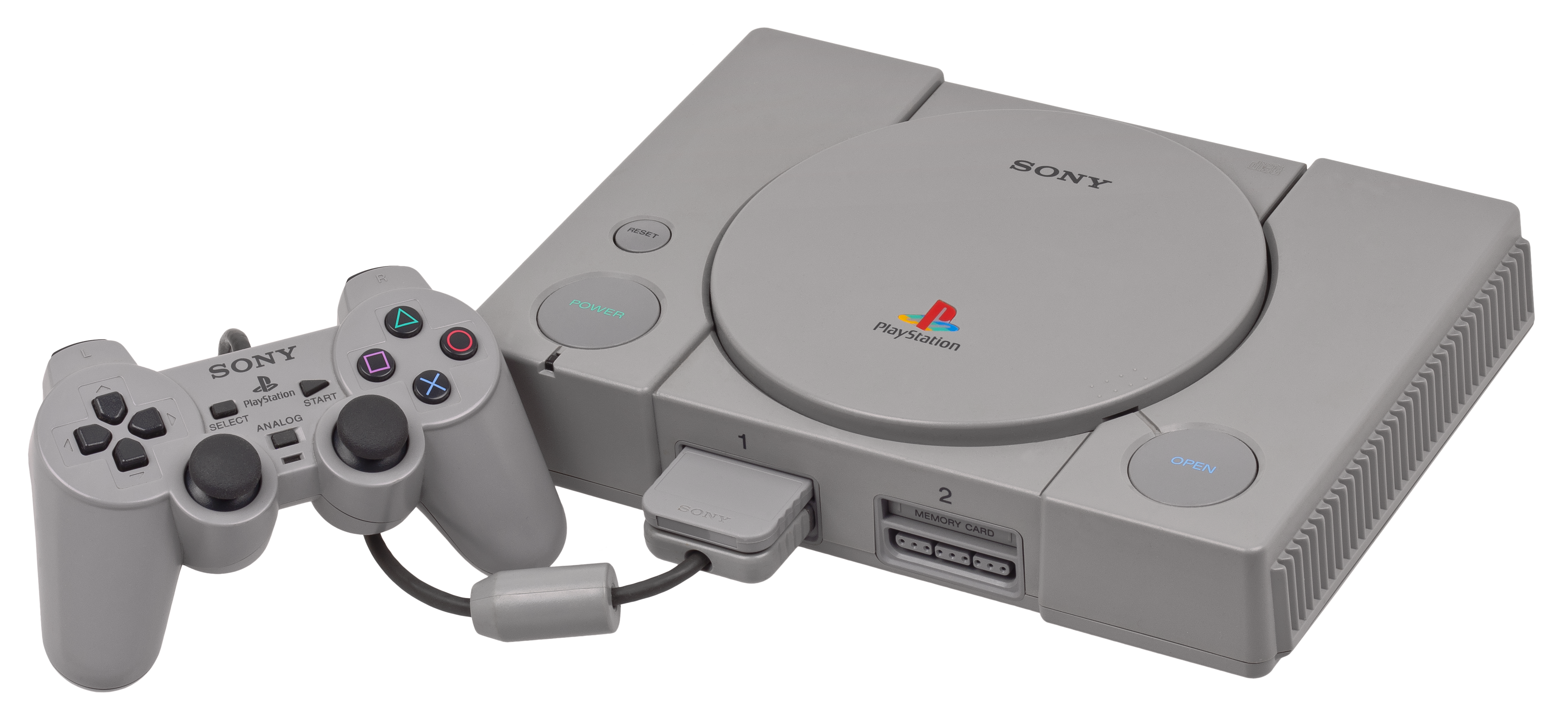
La PlayStation originelle.

À la différence du marché PC, les fabricants de consoles ne sont pas aussi nombreux et diversifiés. De plus, la plupart des acteurs sont à la fois fabricants de matériel et fournisseurs de programmes.
En 2001, le marché mondial des consoles de jeu s'est élevé à plus de 20 milliards de dollars.
L'histoire semble avoir prouvé que le marché n'est pas capable d'accueillir plus de trois acteurs majeurs simultanément. C'est ce que cette dernière décennie tend à prouver étant donné que les grands rivaux Sony et Nintendo ont évincé Sega par les lois du marché et que le marché du jeu vidéo se sature et se resserre autour d'un trio, dans lequel Microsoft figure désormais.
Au-delà de ces trois grands du marché du jeu vidéo, le marché tend vers la saturation. Une guerre commerciale et marketing les oppose depuis les lancements des Wii, Xbox 360 et PS3, dont les armes principales deviendront inéluctablement la diversification sectorielle[réf. nécessaire]. Si le quasi-monopole de Microsoft dans le domaine informatique peut suffire à assurer des retours sur investissements dans sa branche jeux vidéo et console de jeux, Nintendo dispose d'une clientèle fidèle à son savoir-faire et à son univers virtuel, qui reste le plus ancien parmi ces trois grands. Mais alors que la PlayStation 2 représentait plus de la moitié des recettes de Sony, sa dernière mouture, la PS3 nécessiterait selon la presse économique au moins 50 millions d'exemplaires vendus pour que Sony puisse obtenir un premier retour sur investissement.
Les coûts actuels de lancement d'une console de nouvelle génération sont très élevés. Ils englobent notamment la production en série, l'achat de licences de jeux vidéo juteuses ou encore la recherche et développement dont découlent des innovations concernant la jouabilité ou la profondeur d'un univers virtuel.
Les investissements exigés permettent le maintien de ces trois grands sur le marché du jeu vidéo, mais les condamnent en outre à une surenchère promotionnelle afin de faire connaître aux joueurs du monde entier le bien-fondé de leurs propres innovations. Ces lourds investissements sont réalisés sur un marché économique mondialisé et font que ces trois grands du jeu vidéo vivent de plus en plus au-dessus de leurs moyens. Selon la presse spécialisée et les franchises de vente et reprise de jeux vidéo, Microsoft et Sony vendent chaque console à perte jusqu'à un stade de plusieurs dizaines de millions d'exemplaires vendus.

## Statistiques de taux d'équipement
Selon l'institut de recherche Nielsen, en 2006, 41,1 % (45,7 millions) des familles américaines équipées d'un téléviseur possédaient aussi une console de jeu, à comparer aux 38,6 millions en 2004[réf. nécessaire]. Chaque minute, 1,6 million d'Américains seraient devant une console[réf. nécessaire].
En 2009, le marché nord-américain (États-Unis et Canada) des consoles représentait près de la moitié du marché mondial en valeur. C'est donc le premier marché régional, et aussi le plus diversifié.
L'évolution technique récente la plus marquante du secteur des loisirs vidéos est le développement de tablettes, dont l'usage s'étend bien au-delà de la sphère professionnelle. Par exemple, l'usage de tablettes connectées en complément de la télévision, pour visionner des films en voyage ou pour des jeux, rendent aujourd'hui le marché des consoles dédiées beaucoup plus complexe à interpréter. Les statistiques des grands faiseurs (Microsoft, Nintendo, Sony…) ne suffisent plus.

### Ventes
Graphique des ventes de consoles de salon (en millions d’exemplaires)
- Atari
- Sega
- Nintendo
- Sony
- Microsoft

| Génération     | Constructeur                     | Console  | Type            | Ventes |
| -------------- | -------------------------------- | -------- | --------------- | ------ |
| 1re génération |                                  |          |                 |        |
| Magnavox       | Odyssey                          | Salon    | 330 000         |        |
| Atari          | Home Pong                        | Salon    | 150 000         |        |
| Coleco         | Série Telstar (14 modèles)       | Salon    | 1 million       |        |
| Nintendo       | Série Color TV-Game (5 consoles) | Salon    | 3 millions      |        |
| 2e génération  |                                  |          |                 |        |
| Atari          | Atari 2600                       | Salon    | 30 millions     |        |
| Mattel         | Intellivision                    | Salon    | 6 millions      |        |
| Coleco         | ColecoVision                     | Salon    | 2 millions      |        |
| Milton Bradley | Vectrex                          | Salon    |                 |        |
| 3e génération  |                                  |          |                 |        |
| Nintendo       | Famicom/NES                      | Salon    | 62.0 millions   |        |
| Sega           | Master System                    | Salon    | 13 millions     |        |
| Atari          | Atari 7800                       | Salon    | 3,77 millions   |        |
| 4e génération  |                                  |          |                 |        |
| NEC            | PC-Engine                        | Salon    | 10 millions     |        |
| Sega           | Mega Drive                       | Salon    | 40 millions     |        |
| SNK            | Neo-Geo AES                      | Salon    | 980 000         |        |
| Nintendo       | Super Nintendo                   | Salon    | 49,1 millions   |        |
| 5e génération  |                                  |          |                 |        |
| Atari          | Jaguar                           | Salon    | 250 000         |        |
| Sega           | 32X                              | /        | 665 000         |        |
| Sega           | Saturn                           | Salon    | 9,5 millions    |        |
| Sony           | PlayStation                      | Salon    | 102,4 millions  |        |
| Nintendo       | Nintendo 64                      | Salon    | 32,9 millions   |        |
| 6e génération  |                                  |          |                 |        |
| Sega           | Dreamcast                        | Salon    | 10,6 millions   |        |
| Sony           | PlayStation 2                    | Salon    | 160,0 millions  |        |
| Nintendo       | GameCube                         | Salon    | 21,7 millions   |        |
| Microsoft      | Xbox                             | Salon    | 24,6 millions   |        |
| 7e génération  |                                  |          |                 |        |
| Microsoft      | Xbox 360                         | Salon    | 84 millions     |        |
| Sony           | PlayStation 3                    | Salon    | 87,4 millions   |        |
| Nintendo       | Wii                              | Salon    | 101,6 millions  |        |
| Nintendo       | Nintendo DS                      | Portable | 154,0 millions  |        |
| Sony           | PlayStation Portable             | Portable | 76,4 millions   |        |
| 8e génération  |                                  |          |                 |        |
| Nintendo       | Wii U                            | Salon    | 13,5 millions   |        |
| Sony           | PlayStation 4                    | Salon    | 116,9 millions  |        |
| Microsoft      | Xbox One                         | Salon    | 58 millions     |        |
| Nintendo       | Nintendo 3DS                     | Portable | 75,9 millions   |        |
| Sony           | PlayStation Vita                 | Portable | 15-16 millions  |        |
| Nintendo       | Nintendo Switch                  | Hybride  | 150,86 millions |        |
| 9e génération  |                                  |          |                 |        |
| Sony           | PlayStation 5                    | Salon    | 75 millions     |        |
| Microsoft      | Xbox Series                      | Salon    | 29,7 millions   |        |

## Environnement
En 2012, une étude américaine s'est intéressée à la consommation d'énergie des trois dernières consoles de salon. Sur deux de ces appareils, le fait de ne pas les éteindre totalement augmente la facture d'électricité annuelle de plus de cent dollars.